# NGC 3923
NGC 3923 је елиптична галаксија у сазвежђу Хидра која се налази на NGC листи објеката дубоког неба.
Деклинација објекта је - 28° 48' 21" а ректасцензија 11h 51m 1,6s. Привидна величина (магнитуда) објекта NGC 3923 износи 9,6 а фотографска магнитуда 10,6. Налази се на удаљености од 21,035 милиона парсека од Сунца. NGC 3923 је још познат и под ознакама ESO 440-17, MCG -5-28-12, AM 1148-283, PGC 37061.